# 李同保
李同保（1942年10月17日—），河南温县人，光学、计量学专家，1963年毕业于同济大学应用物理专业，后进入北京中国计量科学研究院光学研究室工作。1983年到1999年5月，历任中国测试技术研究院研究员、院长、名誉院长。1994年当选中国工程院信息与电子工程学部院士。现为同济大学教授、博导。